# Des mots dans les mains
Des mots dans les mains est un album de bande dessinée pour la jeunesse.
- Scénario : Bénédicte Gourdon
- Dessins et couleurs : Malika Fouchier, Le Gohan

## Résumé
Artur est un enfant de 6 ans, un peu différent des autres : il est sourd. L'album nous fait partager une de ses après-midi à l'école : foot à la récréation, puis activités en classe. Ce n'est pas toujours facile pour Arthur mais les difficultés ne sont pas toujours celles que l'on croit.

## Publication

### Éditeurs
- Delcourt (Collection Jeunesse) : première édition  (ISBN 978-2-7560-0350-4) (2007).